# Sao-Kultur

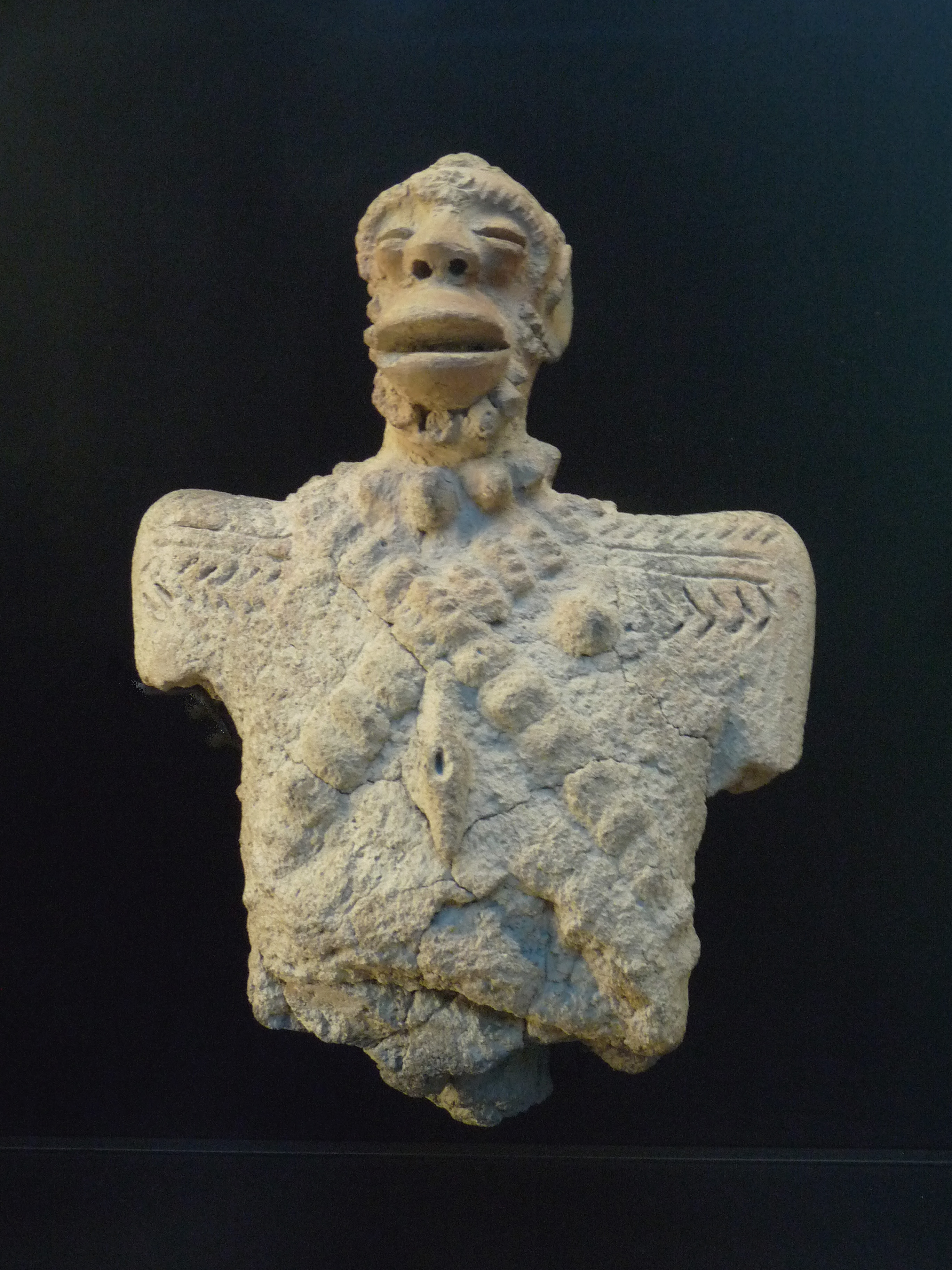
Terrakottafigur

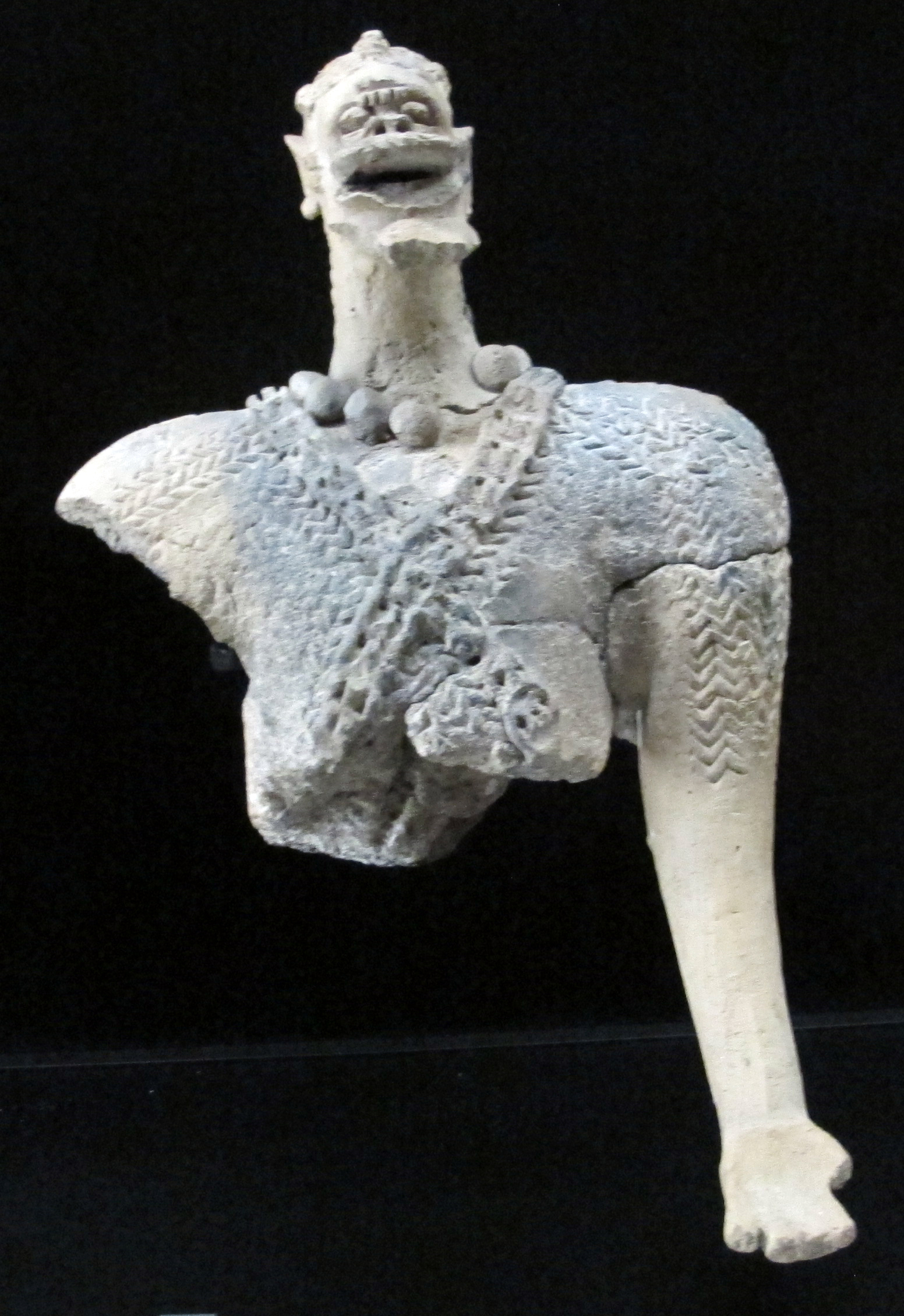
Terrakottafigur

Sao war eine vorislamische, eisenzeitliche Kultur in Afrika, die in Nordost-Nigeria, im Norden von Kamerun und im westlichen Tschad nachweisbar ist.

## Geschichte
Der Name "Sao" bezeichnet eine stadtstaatliche Kultur südlich und westlich des Tschadsees, deren Ursprung im Zusammenhang mit der Entstehung und Expansion des Reiches Kanem-Bornu steht. Es wurde vermutet, dass die Sao-Kultur im Zusammenhang mit dem Volk der Hyksos steht, welche Ägypten eingenommen haben und dann unter Druck von weiteren Eindringlingen von Ägypten aus den Nillauf hinauf nach Süden wanderten. Die meistverbreitete Ansicht ist jedoch, dass die Sao-Kultur sich im Tschadgebiet bzw. südlich davon entwickelte. Laut Deirk Lange sind die Träger der Staats- und Stadtkultur Einwanderer aus Syrien-Palästina gewesen zu sein, die beim Zerfall des assyrischen Weltreiches am Ende des siebten Jahrhunderts v. Chr. ins subsaharanische Afrika abwanderten. Von Anbeginn schufen die Einwanderer unabhängige Stadtstaaten, deren unterschiedliche Herkunftstraditionen auf Ursprünge aus dem alten Vorderen Orient hindeuten.
In der frühen Neuzeit wurden die bis heute fortbestehenden Stadtstaaten der Sao-Kotoko von Baguirmi bedroht und von Kanem-Bornu erobert.

## Archäologie
Die Sao-Kultur südlich des Tschadsees wurde archäologisch intensiv erforscht. Nach den bisher vorliegenden Ergebnissen begann sie um 500 v. Chr. und erreichte ihren Höhepunkt vom 10. bis 16. Jahrhundert. Typisch für die Kultur ist die Produktion von großen Urnen und kleinen Terrakottafiguren. Die als Sao-Töpfe bezeichneten, zum Teil mehr als ein Meter hohen Urnen, dienten zur Bestattung, Bierherstellung und Vorratsspeicherung. Als Beigaben der Totenbestattungen finden sich Bronzeschmuck und Keramikgefäße. Die meist stark stilisierten Figuren stellen Menschen und Tiere dar. Die Nachkommen der Sao südlich des Tschadsees werden von den Kanuri Makari und von den Schoa-Arabern Kotoko genannt.